# Tilloy-lez-Marchiennes
Tilloy-lez-Marchiennes és un municipi francès, situat a la regió dels Alts de França, al departament del Nord. L'any 2006 tenia 520 habitants. Limita al nord amb nord amb Sars-et-Rosières, al nord-est amb Brillon, a l'est amb Bousignies, al sud-est amb Hasnon, al sud amb Warlaing, al sud-oest amb Marchiennes i al nord-oest amb Beuvry-la-Forêt.

## Demografia
| 1962                                       | 1968 | 1975 | 1982 | 1990 | 1999 | 2006 |
| ------------------------------------------ | ---- | ---- | ---- | ---- | ---- | ---- |
| 218                                        | 199  | 197  | 226  | 283  | 405  | 510  |
| Des de 1962: població sense dobles comptes |      |      |      |      |      |      |

## Administració
| Període | Identitat    | Partit |
| ------- | ------------ | ------ |
| 2001-   | Jean-Luc Bot |        |